# Kitara

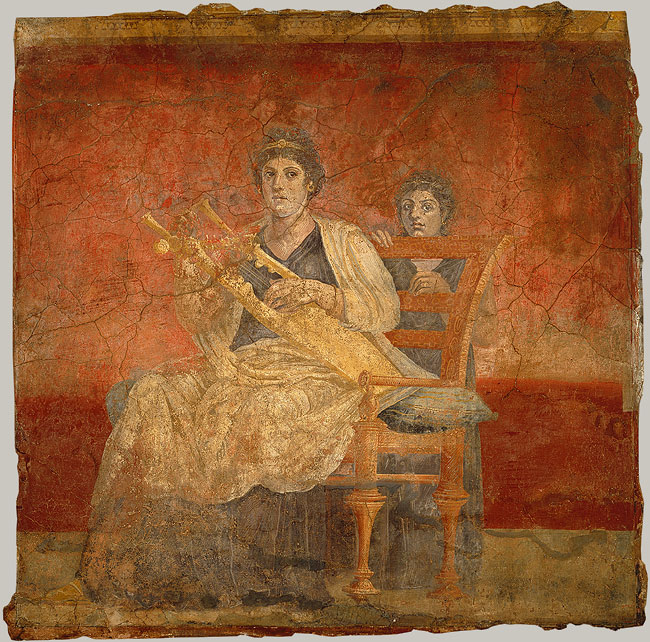
Kobieta z kitarą (fresk)

Kitara (stgr. κιθάρα kithára lub κίθαρις kítharis, łac. cithara) – instrument muzyczny używany przez starożytnych Greków, stanowiła odmianę liry.

## Budowa
Posiadała drewniane pudło rezonansowe o bocznych ściankach, zakończone dwoma wygiętymi, płaskimi ramionami połączonymi poprzeczką zwaną jarzmem. Struny z włókna roślinnego w liczbie od 3 do 12 nawinięte były z jednej strony na jarzmo, z drugiej umocowane u dołu pudła rezonansowego. Szarpano je płytką (plektronem).

## Historia
Kitara była instrumentem kultu Apollina. Symbolizowała umiar, harmonię i równowagę, zaś wynalezienie jej przypisywano Erato. Kitara służyła do gry solowej oraz do akompaniamentu śpiewu, który zwano wtedy kitarodią. Była jednym z najpopularniejszych instrumentów starożytnej Grecji, lecz poza nią nie odegrała w Europie większej roli.
Odmianą kitary była posiadająca więcej strun forminga (φόρμιγξ phórminks, dopełniacz φόρμιγγος phórmingos), wzmiankowana przez Homera